# Maryland Terrapins
Maryland Terrapins – nazwa drużyn sportowych University of Maryland w College Park, biorących udział w akademickich rozgrywkach w Big Ten Conference, organizowanych przez National Collegiate Athletic Association. 

## Sekcje sportowe uczelni

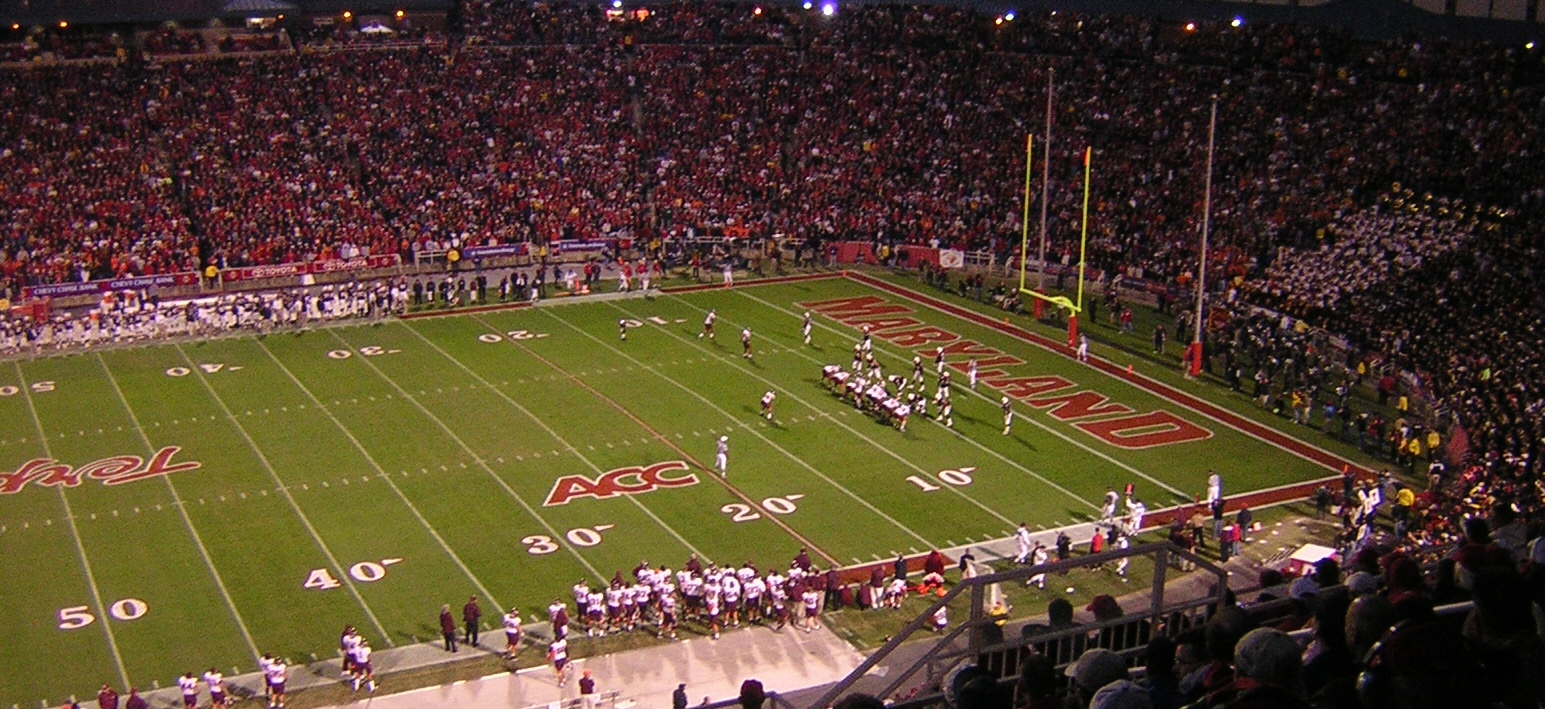
Maryland Stadium.

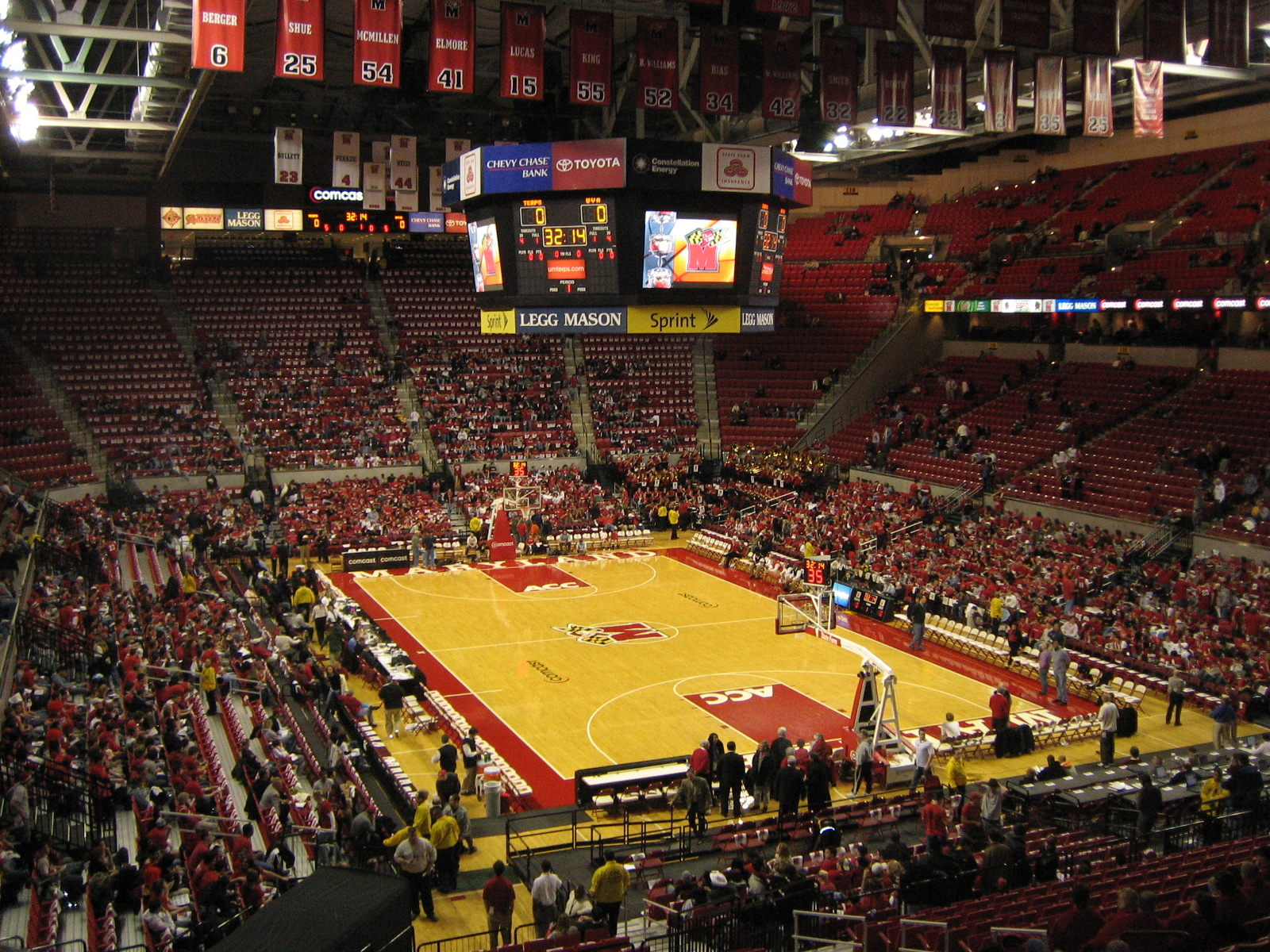
Xfinity Center.

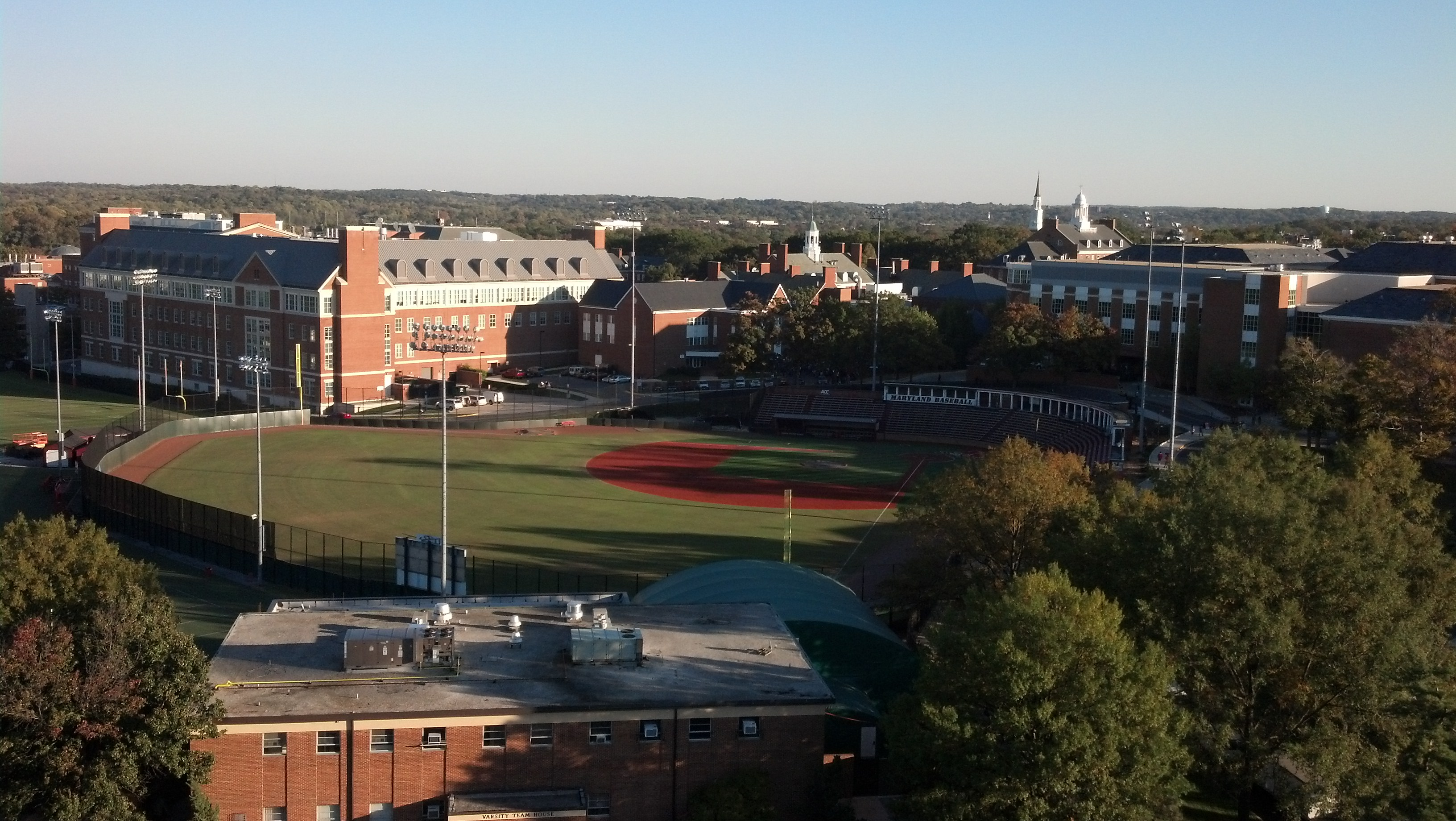
Shipley Field.

| Mężczyźni - baseball - futbol amerykański (1): 1953 - golf - koszykówka (1): 2002 - lacrosse (2): 1973, 1975 - lekkoatletyka - piłka nożna (3): 1965, 2005, 2008 - zapasy | Kobiety - bieg przełajowy - gimnastyka artystyczna - golf - hokej na trawie (1): 2006 - koszykówka (1): 1987, 1993, 1999, 2005, 2006, 2008, 2010, 2011 - lacrosse (12): 1986, 1992, 1995, 1996, 1997, 1998, 1999, 2000, 2001, 2010, 2014, 2015 - lekkoatletyka - piłka nożna - siatkówka - softball - tenis |

W nawiasie podano liczbę tytułów mistrzowskich NCAA (stan na 1 lipca 2015)

## Obiekty sportowe
- Maryland Stadium – stadion futbolowy[3]
- Xfinity Center – hala sportowa o pojemności 17 950 miejsc, w której odbywają się mecze koszykówki, siatkówki oraz zawody w zapasach i gimnastyczne[4]
- Ludiwg Field – stadion piłkarski[5]
- Shipley Field – stadion baseballowy o pojemności 2500 miejsc[6]
- Maryland Softball Stadium – stadion softballowy[7]
- Tennis Center at College Park – korty tenisowe[8]
- Field Hockey & Lacrosse Complex – boisko do hokeja na trawie i lacrosse[9]
- Kehoe Track & Field Complex – stadion lekkoatletyczny o pojemności 4500[10]